# Khỏa thân trong tôn giáo

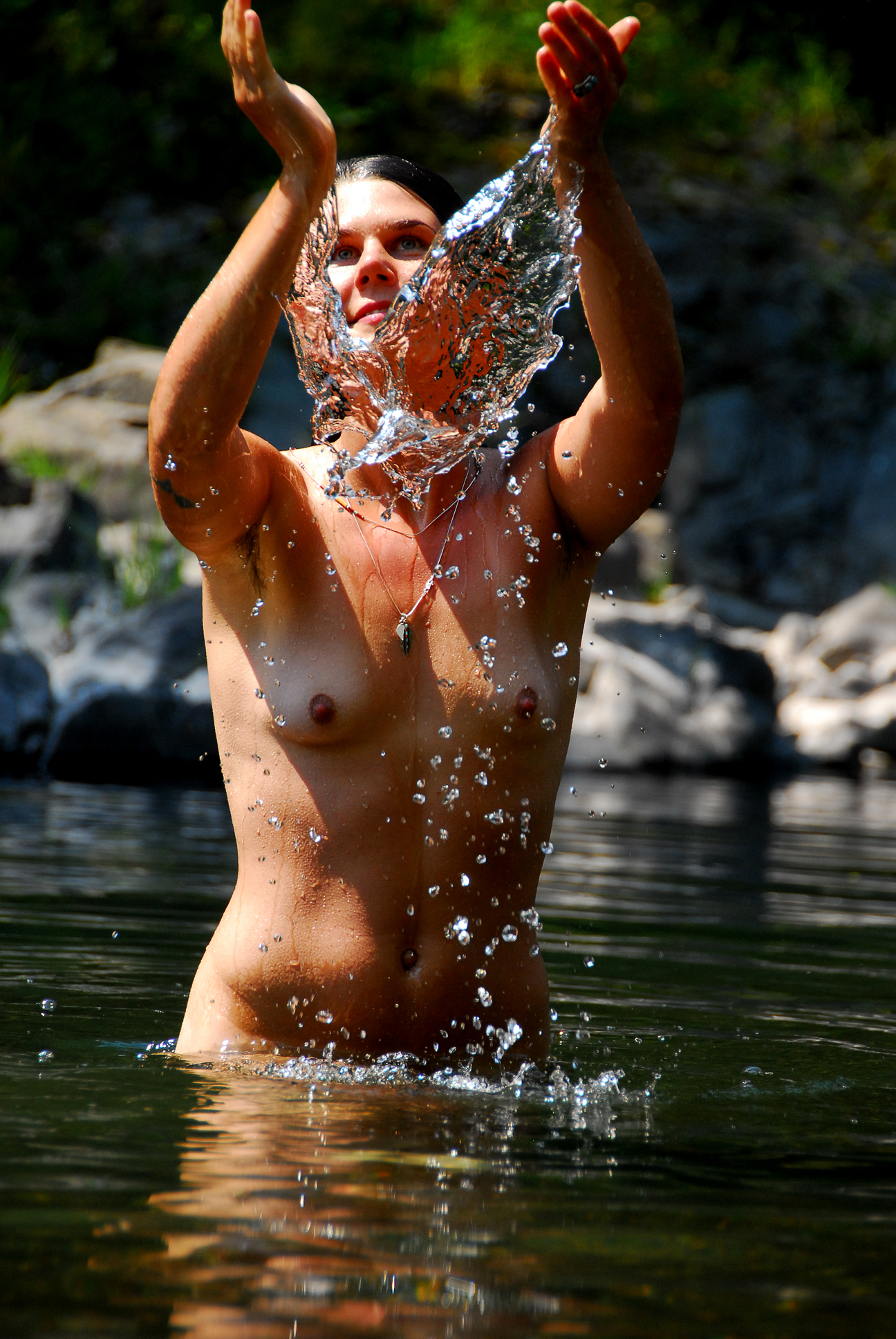
Một phụ nữ khỏa thân đang làm một nghi thức dâng cúng thần linh

Khoả thân trong tôn giáo (Nudity in religion) liên quan đến niềm tin tôn giáo làm cơ sở cho thái độ và hành vi ngày nay của con người liên quan đến khoả thân. Từ rất sớm, vấn đề khỏa thân đã được nhắc đến trong Kinh Thánh ở các tôn giáo khởi nguồn từ Abraham trong Do Thái giáo, Cơ đốc giáo và Hồi giáo đều kể lại câu chuyện sáng tạo của sách Sáng thế ký trong đó Adam và Eva hoàn toàn không biết gì về sự trần truồng cho đến khi họ ăn trái cấm từ cây biết điều thiện ác ở vườn Địa Đàng. Sau đó, họ cảm thấy xấu hổ và cố che thân bằng lá vả. Do Thái giáo không chia sẻ mối liên hệ khỏa thân của Cơ đốc giáo với tội tổ tông, một khía cạnh không thể thiếu trong học thuyết về sự cứu chuộc và cứu rỗi. Những câu chuyện trong Kinh thánh kể về Bathsheba và Susanna cho thấy sự khơi dậy ham muốn tình dục ở nam giới khi họ nhìn thấy những phụ nữ đang tắm, điều này trái ngược với câu chuyện về Judith cố tình tắm lộ để quyến rũ và sau đó chém đầu tướng địch Holofernes. Tuy nhiên, cả ba câu chuyện đều dựa trên niềm tin rằng đàn ông không thể kiềm chế bản năng tình dục của mình khi nhìn thấy phụ nữ khỏa thân.

## Do Thái giáo
Trong Do Thái giáo thì khoả thân là một khía cạnh của thân thể đoan trang được coi là rất quan trọng trong hầu hết các tình huống xã hội và gia đình. Thái độ đối với sự khiêm tốn khác nhau giữa các phong trào khác nhau trong đạo Do Thái cũng như giữa các cộng đồng trong mỗi phong trào. Trong các cộng đồng (chính thống) nghiêm ngặt hơn, sự khiêm tốn là một khía cạnh của Tzniut thường có các quy tắc chi tiết về hành xử phù hợp với phép tắc. Do Thái giáo Bảo thủ và Do Thái giáo Cải cách thường đề cao các giá trị khiêm tốn nhưng không coi các quy tắc nghiêm ngặt của Tzniut là sự ràng buộc mà được đặt ra các tiêu chuẩn của riêng họ. Ngoại trừ cộng đồng Do Thái giáo Haredi, các cộng đồng Do Thái thường có xu hướng ăn mặc theo phép tắc lề luật xã hội.
Luật Do Thái Chính thống (Halakha) quy định rõ ràng phụ nữ phải có trách nhiệm duy trì đức tính khiêm tốn (Tzniut) bằng cách che phủ cơ thể, kể cả mái tóc. Đối với nam giới, việc khỏa thân chỉ giới hạn ở việc không để lộ dương vật, nhưng không chỉ giới hạn ở việc lộ ra nơi công cộng mà cả ở nơi riêng tư. Vào cuối thời cổ đại, người Do Thái ghê tởm tục lệ khỏa thân của người Hy Lạp và La Mã và những hình ảnh điêu khắc về các nam thần khỏa thân. Trong bất kỳ bối cảnh tôn giáo nào, hình ảnh khoả thân của nam giới được quan tâm đánh giá nhiều hơn ảnh khoả thân của nữ giới vì đó là hành vi xúc phạm đến Chúa. Trong hoạt động hàng ngày, nam giới khỏa thân có thể là cần thiết nhưng nên tránh. Việc khỏa thân của phụ nữ không phải là hành vi xúc phạm đến Chúa mà chỉ nhằm khơi dậy đam mê tình dục của đàn ông, do đó ảnh khỏa thân riêng tư hoặc chỉ dành cho phụ nữ không phải là hành động khiếm nhã.
Một người bước vào bồn tắm nghi lễ (mikveh) làm như vậy mà không mặc quần áo, không trang sức hay thậm chí băng bó. Cần phải cẩn thận khi đọc Kinh thánh trong đó một số đề cập đến sự trần trụi được dùng như một uyển ngữ cho hành vi ân ái. Ví dụ, trong câu chuyện về Nô-ê, có thể thấy sự do dự của hai người con trai Noah khi họ phải che thân thể trần truồng của cha mình, ngoảnh mặt đi, sau khi người con trai út của Nô-ê nhìn thấy cha mình khỏa thân và nói với hai người anh em bên ngoài những gì anh ta đã làm với cha mình (Genesis 9:21-25). Khỏa thân cũng có thể là một phép ẩn dụ cho sự trắng tay, đặc biệt là trong những tình huống cần phải hiến sinh hoặc dâng lễ vật cho Chúa.

## Cơ Đốc giáo

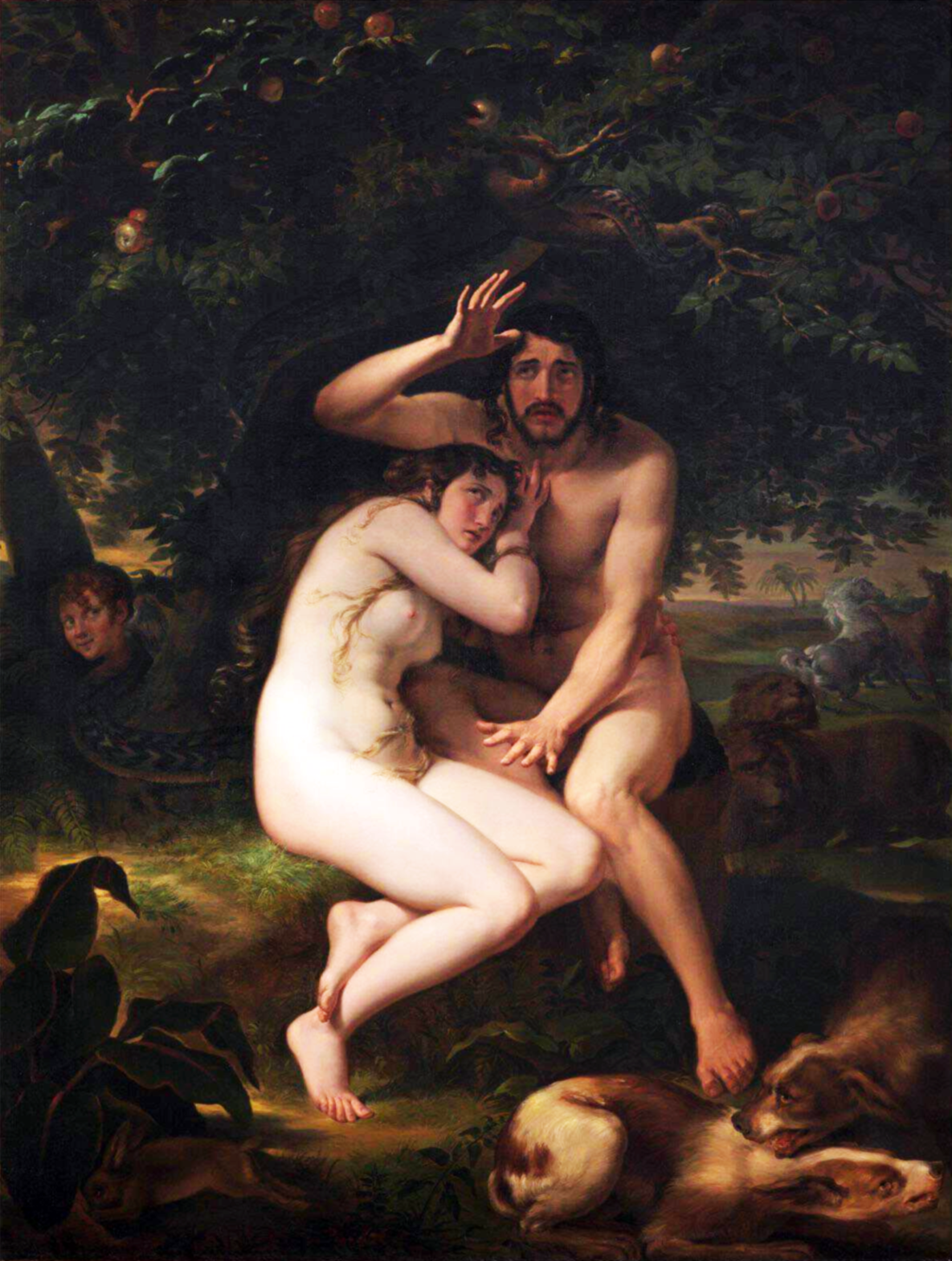
Những bức họa về Adam và Eva luôn khắc họa sự lõa lồ của hai người này trong vườn địa đàng

Trong các giáo phái Kitô giáo chính thống đều có những câu trong Kinh thánh Kitô giáo thảo luận về yếu tố khỏa thân. Trước khi xảy ra sự sa ngã của con người thì "Việc khỏa thân là rất tốt ngay từ đầu, nhưng sự vô tội đã bị hủy hoại bởi sự sa ngã" là một khái niệm được răn dạy trong Sáng thế ký (Genesis) 1:31 và Genesis 2:25. Genesis 3:8–10,, Khải thị (Revelation) 3:18 và Khải thị 16:15 đã nghị luận rằng đằng sau sự sa ngã của con người thì "sự trần truồng phơi bày nơi công cộng [đã trở nên] minh chứng của sự xấu hổ về tội lỗi". Tại sách Sáng thế ký-Genesis 3:7, kể việc Adam và Eve đã cố gắng che đậy sự trần truồng của họ, mặc dù nỗ lực của họ không phù hợp với Đức Chúa Trời và vì vậy Đức Chúa Trời đã chỉ dạy cách ăn mặc quần áo cho con người. Theo Sáng thế ký 3:21, Sách Xuất hành-Exodus 20:26 and 28:42–43 giải thích rằng Đức Chúa Trời chỉ dạy cho con người phải che thân và che cái đùi của họ. Giáo hội sơ khai đã phản ánh thái độ đương thời của Do Thái giáo đối với yếu tố khoả thân. Kinh Cựu Ước tỏ ra không mấy tích cực đối với việc khoả thân. Trong Isaiah 20, cho biết Isaiah khỏa thân là như một dấu hiệu của sự xấu hổ.

## Hồi giáo
Tập tục được gọi là mạng che mặt của phụ nữ ở nơi công cộng có trước Hồi giáo ở Ba Tư, Syria và Anatolia. Trang phục Hồi giáo dành cho nam giới bao phủ khu vực từ thắt lưng đến đầu gối. Trong thời trung cổ, các chuẩn mực Hồi giáo trở nên gia trưởng hơn, và rất quan tâm đến sự trong trắng của phụ nữ trước hôn nhân và sự chung thủy sau khi kết hôn. Phụ nữ Hồi giáo không chỉ che mặt mà còn bị tách biệt khỏi xã hội, không được tiếp xúc với đàn ông không có quan hệ họ hàng gần, sự hiện diện của họ xác định sự khác biệt giữa không gian công cộng và riêng tư. Các quốc gia Hồi giáo được định hướng từ các quy tắc cấm khỏa thân với sự khác biệt giữa năm trường phái luật Hồi giáo. Bảo thủ nhất là trường phái Hanbali ở Ả Rập Saudi và Qatar, ở Afghanistan, nơi thịnh hành việc phụ nữ mặc niqab, trang phục che toàn bộ cơ thể và khuôn mặt với một khe hở nhỏ cho mắt. Tay của họ cũng được giấu trong tay áo càng nhiều càng tốt và Burqa cũng có một màn lưới che lỗ mở mắt.

## Ấn Độ giáo
Trong các nền văn hóa Ấn Độ cổ đại, có một truyền thống khổ hạnh cực độ bao gồm cả việc khỏa thân trần như nhộng. Truyền thống này tiếp tục từ các triết gia thời cổ đại (gymnosophists) cho đến một số thánh nhân, ẩn sĩ, tuy nhiên, những người này khi họ khỏa thân thì có thể phủ tro lên người. Đây là truyền thống khỏa thân trong sự sùng kính Ấn Độ giáo ngày nay và trong Kỳ Na giáo. Vào thế kỷ thứ IV trước Công nguyên, Alexander Đại đế đã bắt gặp ở Ấn Độ những nhóm lang thang thánh thiện trần truồng mà ông gọi là nhà triết học khỏa thân. Nhà triết học Onesicritus còn điều tra niềm tin và lối sống của họ. Pyrrho Sceptic đã rất ấn tượng và kết hợp yếu tố khoả thân vào triết lý của mình. Những người theo đạo Hindu, đạo Jain và Ajivika thì các tu sĩ thực hành khỏa thân như một lời tuyên bố rằng họ đã từ bỏ mọi của cải thế gian. Trong khía cạnh tâm linh của Ấn Độ giáo, việc khoả thân tượng trưng cho sự từ bỏ (tiếng Hindi: Tyaga) thuộc cảnh giới cao nhất. Một người hoặc vị thần khỏa thân (ví dụ Kali là một vị thần khỏa thân) biểu thị một người không có Maya hoặc sự gắn bó với cơ thể và là hiện thân của sự vô tận.